# Seznam velvyslanců Izraele v Evropské unii
Seznam velvyslanců Izraele v Evropské unii obsahuje přehled velvyslanců Izraele v Evropské unii, resp. dříve v Evropském hospodářském společenství.

## Seznam velvyslanců
| Velvyslanec            | Začátek mandátu | Prezident Izraele             | Předseda Evropské komise                    | Konec mandátu |
| ---------------------- | --------------- | ----------------------------- | ------------------------------------------- | ------------- |
| Harry Kney-Tal         | 1999            | Ezer Weizman                  | Romano Prodi                                | 2002          |
| Oded Eran              | 2002            | Moše Kacav                    | Romano Prodi                                | 2007          |
| Ran Curiel             | 2007            | Šimon Peres                   | José Manuel Barroso                         | 2011          |
| Yacov Hadas-Handelsman | 2011            | Šimon Peres                   | José Manuel Barroso                         | 2012          |
| David Walzer           | 2012            | Šimon Peres                   | José Manuel Barroso                         | 2016          |
| Aharon Leshno-Yaar     | 2016            | Re'uven Rivlin                | Jean-Claude Juncker Ursula von der Leyenová | 2021          |
| Haim Regev             | 2021            | Re'uven Rivlin Jicchak Herzog | Ursula von der Leyenová                     |               |

| Velvyslanec        | Začátek mandátu | Prezident Izraele | Předseda Evropské komise | Konec mandátu |
| ------------------ | --------------- | ----------------- | ------------------------ | ------------- |
| Gideon Rafael      | 1957            | Jicchak Ben Cvi   | Walter Hallstein         | 1960          |
| Amiel E. Najar     | 1960            | Jicchak Ben Cvi   | Walter Hallstein         | 1968          |
| Moshe Alon         | 1969            | Zalman Šazar      | Jean Rey                 | 1974          |
| Eliashiv Ben-Horin | 1974            | Efrajim Kacir     | François-Xavier Ortoli   | 1978          |
| Yitzhak Minerbi    | 1978            | Jicchak Navon     | Roy Jenkins              | 1983          |